# ویت نام کوئک زن دانگ
ویت نام کوئک زن دانگ (انگلیسی: Việt Nam Quốc Dân Đảng) Việt Nam Quốc Dân Đảng، همچنین به عنوان حزب ملی‌گرای ویتنامی شناخته می‌شود، یک حزب سیاسی است که در سال ۱۹۲۷ توسط Phan Bội Chau، یک انقلابی ملی‌گرای ویتنامی تأسیس شد. هدف این حزب این بود که همه مردم ویتنام را تحت یک جنبش ملی گرایانه متحد کند و برای استقلال علیه حکومت استعماری فرانسه مبارزه کند. این یکی از اولین احزاب ناسیونالیست ویتنامی بود و نقش مهمی در شکل‌دادن به تاریخ و سیاست ویتنام در طول قرن بیستم ایفا کرد. این حزب بعدها با دیگر گروه‌های ملی‌گرا ادغام شد و در سال ۱۹۴۱ ویت مین را تشکیل داد.